# Agalinis obtusifolia
Agalinis obtusifolia är en snyltrotsväxtart som beskrevs av Constantine Samuel Rafinesque. Agalinis obtusifolia ingår i släktet Agalinis och familjen snyltrotsväxter. Inga underarter finns listade i Catalogue of Life.

## Bildgalleri